# Guberniany Etap Kijowski
Guberniany Etap Kijowski – okręg etapowy Wojska Polskiego funkcjonujący w okresie wojny polsko-bolszewickiej.

## Formowanie i zmiany organizacyjne
W celu usprawnienia kierowania polskimi formacjami i urządzeniami etapowymi na terytorium prawobrzeżnej Ukrainy utworzono Dowództwo Etapów Wojsk Polskich na Ukrainie z siedzibą w Winnicy. Jego zadaniem było zabezpieczenie tyłów wojsk polskich operujących na Ukrainie, eksploatacja obszaru Ukrainy, zapewnienie bezpieczeństwa linii komunikacyjnych, współpraca z władzami URL i pomoc w formowaniu armii ukraińskiej.
Resztę obszaru Ukrainy prawobrzeżnej podzielono na trzy Dowództwa Gubernialne Etapów: Podolskie z siedzibą w Barze, Wołyńskie z siedzibą w Żytomierzu i Kijowskie obejmujące powiat Radomyśl i części powiatów Wasilków, Skwira, Berdyczów. Wszystkie DGE podlegały Dowództwu Etapów Wojsk Polskich na Ukrainie. 
Na dowódcę wyznaczony został płk Włodzimierz Krasnodębski

## Struktura organizacyjna
Struktura na dzień 3 czerwca 1920
| Batalion                           | Miejsce postoju |
| ---------------------------------- | --------------- |
| III Poznański batalion wartowniczy | Berdyczów       |
| IV Poznański batalion wartowniczy  | Kijów           |